# 287 f.Kr.

## Händelser

### Efter plats

#### Romerska republiken
- En ny lag, Lex Hortensia, ger mycket större makt åt den plebejiska församlingen jämfört med senaten. Denna lag antas efter ett hot från plebejiska soldater om att desertera. Inför detta hot böjer sig senaten inför plebejernas missnöje över sin brist på politiskt inflytande och sina skulder till aristokratin. Lagen uppkallas efter Quintus Hortensius, en plebej, som blir diktator, för att lösa kontroversen.
- När Lex Hortensia har antagits försvinner i teorin de politiska skillnaderna mellan patricerierna och plebejerna i Rom. I praktiken behåller dock koalitionen av plebejiska familjer kontrollen, vilket innebär att patricierna till största delen kan omintetgöra församlingarnas makt. Därför fortsätter den romerska regeringen att vara oligarkisk till sin natur.

#### Grekland
- Då makedonierna ogillar Demetrios Poliorketes extravaganta och arroganta livsstil är de inte redo att utkämpa ett krångligt fälttåg åt honom. När sedan Pyrrhus erövrar den makedoniska staden Verroia deserterar Demetrios armé och går helt sonika över till Pyrrhus sida, då han istället är högt beundrad av makedonierna för sitt mod. Vid denna stora omsvängning av lyckans hjul begår Fila (Antigonos mor) självmord med hjälp av gift.
- Demetrios bestämmer sig för att överlämna befälet över kriget i Grekland till Antigonos, samlar alla sina fartyg och ger sig av med sina trupper, för att anfalla Lysimachos mindreasiatiska provinser Karien och Lydien.
- Agathokles skickas av sin far Lysimachos mot Demetrios. Agathokles besegrar honom och driver ut honom från sin fars provinser.
- Pyrrhus utropas till kung av Makedonien.

## Födda
- Arkimedes från Syrakusa, grekisk matematiker, fysiker, ingenjör, astronom och filosof (död omkring 212 f.Kr.)

## Avlidna
- Fila, dotter till den makedoniske riksföreståndaren Antipater
- Theofrastos, grekisk peripatetisk filosof och elev till Aristoteles (född omkring 372 f.Kr.)